# Robbie Hucker
Robbie Hucker (Bendigo, 13 de marzo de 1990) es un ciclista australiano.

## Palmarés
2016
- Tour de Taiwán, más 1 etapa

2018
- 1 etapa del Tour de Taiwán[1]

2019
- Tour de Ijen